# Хан, Махира
Махира Хан (урду ماہرہ حفیظ خان‎, англ. Mahira Khan, род. 21 декабря, 1984, Карачи, Пакистан) — пакистанская актриса.

## Биография
Махира родилась 21 декабря 1984 года в городе Карачи в урду-язычной пуштунской семье. Её отец Хафиз родился в Дели во времена Британской Индии и иммигрировал в Пакистан после раздела страны. Её младший брат Хассан — журналист по профессии.
Махира посещала Foundation Public School в Карачи, где она получила сертификат о среднем образовании в шестнадцать лет. В возрасте 17 лет она переехала в Калифорнию для получения высшего образования, где посещала колледж Санта-Моника в Лос-Анджелесе. Затем она поступила в Университет Южной Калифорнии для получения степени бакалавра. Однако она не окончила учёбу и вернулась в Пакистан в 2008 году. Во время учёбы в Соединенных Штатах она работала кассиром в магазине Rite Aid в Лос-Анджелесе и привыкла вытирать полы, чистить туалеты, работать за кассой и закрывать магазин
Махира начала карьеру в качестве виджея на MTV Пакистан и вела программу «Most Wanted», которая выходила в эфир три раза в неделю. Затем в 2008 году она вела программу «Weekends with Mahira» на Aag TV, где она показывала видеоклипы, общалась с звёздными гостями и принимала звонки от телезрителей.
В 2011 году Махира дебютировала в фильме «Bol». Её героиня Айеша, девушка из консервативной семьи среднего класса, живущая в старой части Лахора, которая разделяет взаимную страсть к музыке с любовью к Мустафе; которого сыграл Атиф Аслам. Фильм получил коммерческий успех и положительную оценку критиков и стал одним из самых кассовых фильмов за всю историю пакистанского кинематографа. В том же году Махира дебютировала на телевидении в теледраме «Neeyat».
С 2013 по 2014 год она вела программу «The Lighter Side of Life» на телеканале TUC, где она давала интервью звёздам местной величины.
В начале 2017 года Махира дебютировала в Болливуде в фильме «Богатей» с Шахрухом Ханом в главной роли. Незадолго до релиза фильма, «Индийская ассоциация производителей кинофильмов» (IMPPA) и «Гильдия продюсеров фильмов Индии», приняла решение наложить запрет на киноленты с участием актёров, актрис и технического персонала из Пакистана из-за напряженности, созданной после террористического акта в 2016 году в городе Ури, до тех пор, пока ситуация не станет нормальной. Были слухи, что сцены с участием Махиры будут удалены из фильма или она будет заменена какой-либо другой актрисой, но потом решили оставить. Шахрух Хан заявил, что ей не разрешат рекламировать фильм в Индии, но ей удалось пообщаться с публикой во время рекламной кампании фильма только через Skype. Несмотря на скандалы, фильм вышел в прокат в январе и имел коммерческий успех. Но на родине Махиры фильм запретили.
В том же году она начала карьеру певицы. Вдобавок вскоре её можно будет увидеть в фильме Verna Шоаиба Мансура. Также она снимается в фильме Maula Jatt 2 вместе с Фавадом Хан.

## Личная жизнь
В 2006 году в Лос-Анджелесе Махира познакомилась с Али Аскари. В 2007 году она вышла замуж за него по исламским традициям, несмотря на запрет её отца. В 2009 году родила сына, а в 2015 году супруги развелись.

## Фильмография
| Год       |   | Русское название | Оригинальное название | Роль              |
| --------- | - | ---------------- | --------------------- | ----------------- |
| 2011      | ф |                  | Bol                   | Айеша Хан         |
| 2011      | с |                  | Neeyat                | Аалия             |
| 2011      | с |                  | Humsafar              | Хирад Ехсан       |
| 2012      | с |                  | Shehr-e-Zaat          | Фалак             |
| 2012      | с |                  | Sadqay Tumhare        | Рухсана «Шанно»   |
| 2015      | ф |                  | Bin Roye              | Саба Шафик        |
| 2016      | ф |                  | Ho Mann Jahaan        | Манизех           |
| 2016      | ф |                  | Actor In Law          | в роли самой себя |
| 2016—2017 | с |                  | Bin Roye              | Саба Шафик        |
| 2017      | ф | Богатей          | Raees                 | Асия              |
| 2017      | ф |                  | Verna                 | Сара              |
| 2018      | ф |                  | 7 Din Mohabbat In     | Нили              |
| 2019      | ф |                  | Parey Hut Love        | Зина (камео)      |
| 2019      | ф |                  | Superstar             | Noor              |
| 2022      | ф |                  | Maula Jatt 2          | Makhoo Jattni     |